# بوگی، شر
بوگی (به فرانسوی: Baugy) یک کمون (فرانسه) در فرانسه است که در شر (فرانسه) واقع شده‌است. بوگی ۴۷٫۷۸ کیلومتر مربع مساحت دارد.